# Беретта, Марио
Марио Беретта (итал. Mario Beretta; 30 октября 1959 года, Милан) — итальянский футбольный тренер.

## Биография
В качестве футболиста выступал за клубы Серии D. Учился в научном лицее имени Алессандро Вольты в Милане и Высшем институте физической культуры. Затем Беретта долгое время тренировал различные юношеские команды, работал в миланском Центре Шустера. Перейдя на работу со взрослыми Беретта за несколько лет добрался до Серии B, где он два сезона возглавлял «Тернану». В 2004 году получил приглашение из элиты от «Кьево». В 2005 году Беретта возглавил «Парму», с которой он закончил сезон в чемпионате на девятом месте. Однако после коррупционного скандала «Кальчополи» клуб переместился на седьмое место, давшее ему право выступить в Кубке УЕФА. Своей следующей команде «Сиену» тренер в 2007 году помог избежать вылета из Серии А. В 2008-09 гг. находясь у руля «Лечче», Беретта запомнился своими перепалками с тогдашним наставником «Интера» Жозе Моуринью. Затем в Серии А Беретта без особого успеха руководил «Брешией» и «Чезеной».
В июне итальянец впервые решил попробовать свои силы за рубежом. Он заключил двухлетний контракт с греческим клубом ПАОК. Однако уже через месяц президент «черно-белых» Теодорос Загоракис был вынужден разорвать с ним соглашение из-за неудовлетворительных результатов команды в межсезонье и негативных отношений тренера с несколькими игроками. Последним коллективом специалиста в 2014 году стала «Латина».
В начале 2018 года Марио Беретта стал ответственным за развитие молодежного сектора в «Милане».